# إستريان سبرينغ تروفي 2018
إستريان سبرينغ تروفي 2018 (بالفرنسية: Istrian Spring Trophy 2018)‏ هو سباق دراجات هوائية، وهو الموسم رقم 58 من السباق، وأقيم خلال الفترة 8 مارس 2018، وحتى 11 مارس 2018، وامتدّ لمسافة 480 كيلومتر، وهو أحد سباقات طواف أوروبا للدراجات 2018، وقد شارك في السباق 172 متسابقاً ووصل إلى نهايته 141 متسابقاً.
فاز فيه بالمركز الأول كريستر هاغن، وبالمركز الثاني كاسبر أصغرين، وبالمركز الثالث تادي بوجار، والفائز حسب ترتيب السرعة Lionel Taminiaux ‏، والفريق الفائز في ترتيب الفرق Virtu Cycling 2018.

## الفرق
| فرق قارية (17)- أدريا موبيل ‏ - إلكوف كاسبر ‏ - Sportland Niederösterreich ‏ - Bingoal WB Devo Team ‏ - كووب 2018 ‏ - Development Team DSM–Firmenich PostNL ‏ - Team Felt–Felbermayr ‏ - JLT–Condor ‏ - Team Ljubljana Gusto Santic ‏ - LKT Team Brandenburg ‏ - Kamen Pazin ‏ - ONE Pro Cycling ‏ - Pannon Cycling Team ‏ - فريق تيرول كيه تي إم للدراجات ‏ - Team Waoo ‏ - فريق فورارلبرغ 2018 ‏ - WSA KTM Graz p/b Leomo ‏ فريق وطني- منتخب الولايات المتحدة لسباق الدراجات على الطريق للرجال تحت 23 سنة 2018 ‏ فريق دراجات هواة- توبفوركس لابيير ‏ فرق أندية الدراجات (10)- TJ Favorit Brno ‏ - KK Grega Bole Bled‏ - Herrmann Radteam ‏ - Israel Cycling Academy U23‏ - KED-Stevens Radteam Berlin‏ - Cycling Team Kranj ‏ - mebloJOGI Pro-concrete‏ - بي آند إس بينوتي ‏ - CK Příbram Fany Gastro ‏ - Veloclub Ratisbona‏ |  |
| |  |

## المراحل
| قائمة المراحل | قائمة المراحل | قائمة المراحل     | قائمة المراحل | قائمة المراحل | قائمة المراحل   | قائمة المراحل |
| المرحلة       | التاريخ       | الدورة            |               | المسافة (كم)  | الفائز بالمرحلة | القائد العام  |
| ------------- | ------------- | ----------------- | ------------- | ------------- | --------------- | ------------- |
| المقدمة       | 8 مارس        | أوماغ – أوماغ     | ضد الساعة     | 2             | Nils Eekhoff ‏   | Nils Eekhoff ‏ |
| 1             | 9 مارس        | بوريتش – لابين    | مرحلة جبلية   | 161           | كاسبر أصغرين    | كاسبر أصغرين  |
| 2             | 10 مارس       | Vrsar ‏ – Oprtalj ‏ | مرحلة جبلية   | 161           | مارك هيرشي      | كريستر هاغن   |
| 3             | 11 مارس       | بازين – أوماغ     | مرحلة جبلية   | 156           | Emīls Liepiņš ‏  | كريستر هاغن   |

## النتيجة

### مرحلة 0
أجريت في 8 مارس 2018 فاز بالمرحلة Nils Eekhoff ‏، ومتصدر الترتيب العام في نهاية المرحلة Nils Eekhoff ‏.
| التصنيف العام | التصنيف العام        | التصنيف العام   | التصنيف العام           | التصنيف العام |        |
| الدراج        | الدراج               | البلد           | الفريق                  | الوقت         | السرعة |
| ------------- | -------------------- | --------------- | ----------------------- | ------------- | ------ |
| 1.            | Nils Eekhoff ‏        | هولندا          | Sunweb Development      | 2 دقيقة 05 ث  |        |
| 2.            | Robert-Jon McCarthy ‏ | جمهورية أيرلندا | JLT Condor              | + 0 ث         |        |
| 3.            | ألكسندر كامب         | الدنمارك        | Virtu Cycling           | + 1 ث         |        |
| 4.            | فيليبو فورتين        | إيطاليا         | Felbermayr Simplon Wels | + 1 ث         |        |
| 5.            | Dušan Rajović ‏       | صربيا           | Adria Mobil             | + 1 ث         |        |
| 6.            | جوزيف سيرني          | التشيك          | Elkov-Author            | + 2 ث         |        |
| 7.            | دانيال أوير          | النمسا          | WSA-Pushbikers          | + 2 ث         |        |
| 8.            | Tom Wirtgen ‏         | لوكسمبورغ       | AGO-Aqua Service        | + 2 ث         |        |
| 9.            | أسبيورن كراغ أندرسن  | الدنمارك        | Virtu Cycling           | + 2 ث         |        |
| 10.           | جان بارتا            | التشيك          | Elkov-Author            | + 3 ث         |        |

### مرحلة 1
هي مرحلة جبلية، أجريت في 9 مارس 2018 فاز بالمرحلة كاسبر أصغرين، ومتصدر الترتيب العام في نهاية المرحلة كاسبر أصغرين.
| التصنيف العام | التصنيف العام        | التصنيف العام | التصنيف العام           | التصنيف العام     |        |
| الدراج        | الدراج               | البلد         | الفريق                  | الوقت             | السرعة |
| ------------- | -------------------- | ------------- | ----------------------- | ----------------- | ------ |
| 1.            | كاسبر أصغرين         | الدنمارك      | Virtu Cycling           | 3 س 41 دقيقة 51 ث |        |
| 2.            | كريستر هاغن          | النرويج       | Coop                    | + 2 ث             |        |
| 3.            | ميكيل فروليش أونوريه | الدنمارك      | Virtu Cycling           | + 6 ث             |        |
| 4.            | Rok Korošec ‏         | سلوفينيا      | My Bike-Stevens         | + 14 ث            |        |
| 5.            | تادي بوجار           | سلوفينيا      | Ljubljana Gusto Xaurum  | + 15 ث            |        |
| 6.            | Josip Rumac ‏         | كرواتيا       | Meridiana Kamen         | + 16 ث            |        |
| 7.            | Jiří Polnický ‏       | التشيك        | Elkov-Author            | + 17 ث            |        |
| 8.            | Matej Mugerli ‏       | سلوفينيا      | My Bike-Stevens         | + 17 ث            |        |
| 9.            | Markus Eibegger ‏     | النمسا        | Felbermayr Simplon Wels | + 18 ث            |        |
| 10.           | أتيلا فالتر          | المجر         | Pannon                  | + 18 ث            |        |

### مرحلة 2
هي مرحلة جبلية، أجريت في 10 مارس 2018 فاز بالمرحلة مارك هيرشي، ومتصدر الترتيب العام في نهاية المرحلة كريستر هاغن.
| التصنيف العام | التصنيف العام        | التصنيف العام    | التصنيف العام                     | التصنيف العام     |        |
| الدراج        | الدراج               | البلد            | الفريق                            | الوقت             | السرعة |
| ------------- | -------------------- | ---------------- | --------------------------------- | ----------------- | ------ |
| 1.            | كريستر هاغن          | النرويج          | Coop                              | 7 س 27 دقيقة 26 ث |        |
| 2.            | كاسبر أصغرين         | الدنمارك         | Virtu Cycling                     | + 4 ث             |        |
| 3.            | تادي بوجار           | سلوفينيا         | Ljubljana Gusto Xaurum            | + 10 ث            |        |
| 4.            | ميكيل فروليش أونوريه | الدنمارك         | Virtu Cycling                     | + 17 ث            |        |
| 5.            | مارك هيرشي           | سويسرا           | Sunweb Development                | + 17 ث            |        |
| 6.            | Markus Eibegger ‏     | النمسا           | Felbermayr Simplon Wels           | + 24 ث            |        |
| 7.            | رادوسلاف روجينا      | كرواتيا          | Adria Mobil                       | + 26 ث            |        |
| 8.            | شون بينيت (دراج)     | الولايات المتحدة | الولايات المتحدة الأمريكية تحت 23 | + 27 ث            |        |
| 9.            | Stephan Rabitsch ‏    | النمسا           | Felbermayr Simplon Wels           | + 27 ث            |        |
| 10.           | Jiří Polnický ‏       | التشيك           | Elkov-Author                      | + 28 ث            |        |

### مرحلة 3
هي مرحلة جبلية، أجريت في 11 مارس 2018 فاز بالمرحلة Emīls Liepiņš ‏، ومتصدر الترتيب العام في نهاية المرحلة كريستر هاغن.
| الدراج | الدراج | البلد | الفريق | الوقت | السرعة |  |

## التصنيف العام النهائي
| التصنيف العام | التصنيف العام        | التصنيف العام    | التصنيف العام                     | التصنيف العام      |        |
| الدراج        | الدراج               | البلد            | الفريق                            | الوقت              | السرعة |
| ------------- | -------------------- | ---------------- | --------------------------------- | ------------------ | ------ |
| 1.            | كريستر هاغن          | النرويج          | Coop                              | 11 س 07 دقيقة 16 ث |        |
| 2.            | كاسبر أصغرين         | الدنمارك         | Virtu Cycling                     | + 4 ث              |        |
| 3.            | تادي بوجار           | سلوفينيا         | Ljubljana Gusto Xaurum            | + 10 ث             |        |
| 4.            | ميكيل فروليش أونوريه | الدنمارك         | Virtu Cycling                     | + 17 ث             |        |
| 5.            | مارك هيرشي           | سويسرا           | Sunweb Development                | + 17 ث             |        |
| 6.            | Markus Eibegger ‏     | النمسا           | Felbermayr Simplon Wels           | + 24 ث             |        |
| 7.            | رادوسلاف روجينا      | كرواتيا          | Adria Mobil                       | + 26 ث             |        |
| 8.            | شون بينيت (دراج)     | الولايات المتحدة | الولايات المتحدة الأمريكية تحت 23 | + 27 ث             |        |
| 9.            | Stephan Rabitsch ‏    | النمسا           | Felbermayr Simplon Wels           | + 27 ث             |        |
| 10.           | Jiří Polnický ‏       | التشيك           | Elkov-Author                      | + 28 ث             |        |

### تصنيف الجبال
| تصنيف الجبال | تصنيف الجبال     | تصنيف الجبال    | تصنيف الجبال            | تصنيف الجبال |        |
| الدراج       | الدراج           | البلد           | الفريق                  | الوقت        | السرعة |
| ------------ | ---------------- | --------------- | ----------------------- | ------------ | ------ |
| 1.           | Žiga Horvat ‏     | سلوفينيا        | Adria Mobil             | 11 نقطة      |        |
| 2.           | Tom Wirtgen ‏     | لوكسمبورغ       | AGO-Aqua Service        | 7 نقطة       |        |
| 3.           | Michael Kukrle ‏  | التشيك          | Elkov-Author            | 6 نقطة       |        |
| 4.           | توم موسى         | المملكة المتحدة | JLT Condor              | 4 نقطة       |        |
| 5.           | Matic Grošelj ‏   | سلوفينيا        | Ljubljana Gusto Xaurum  | 3 نقطة       |        |
| 6.           | جان بارتا        | التشيك          | Elkov-Author            | 2 نقطة       |        |
| 7.           | Matthias Krizek ‏ | النمسا          | Felbermayr Simplon Wels | 2 نقطة       |        |
| 8.           | Nils Eekhoff ‏    | هولندا          | Sunweb Development      | 2 نقطة       |        |
| 9.           | Lukas Meiler ‏    | ألمانيا         | Vorarlberg-Santic       | 2 نقطة       |        |
| 10.          | Richard Banusch ‏ | ألمانيا         | LKT Brandenburg         | 1 نقطة       |        |

## تصنيف الفرق

### الفرق حسب الوقت
| تصنيف الفرق حسب الوقت | تصنيف الفرق حسب الوقت                   | تصنيف الفرق حسب الوقت | تصنيف الفرق حسب الوقت |        |
| الفريق                | الفريق                                  | البلد                 | الوقت                 | السرعة |
| --------------------- | --------------------------------------- | --------------------- | --------------------- | ------ |
| 1.                    | Virtu Cycling                           | الدنمارك              | 33 س 23 دقيقة 47 ث    |        |
| 2.                    | Felbermayr Simplon Wels                 | النمسا                | + 8 ث                 |        |
| 3.                    | Coop                                    | النرويج               | + 25 ث                |        |
| 4.                    | ONE                                     | المملكة المتحدة       | + 26 ث                |        |
| 5.                    | Vorarlberg-Santic                       | النمسا                | + 1 دقيقة 02 ث        |        |
| 6.                    | Tirol                                   | النمسا                | + 1 دقيقة 11 ث        |        |
| 7.                    | AGO-Aqua Service                        | بلجيكا                | + 1 دقيقة 12 ث        |        |
| 8.                    | JLT Condor                              | المملكة المتحدة       | + 1 دقيقة 12 ث        |        |
| 9.                    | Ljubljana Gusto Xaurum                  | سلوفينيا              | + 1 دقيقة 51 ث        |        |
| 10.                   | Équipe nationale des États-Unis espoirs | الولايات المتحدة      | + 1 دقيقة 53 ث        |        |

## تصانيف فرعية

### تصنيف أفضل عداء
| تصنيف أفضل عداء | تصنيف أفضل عداء    | تصنيف أفضل عداء | تصنيف أفضل عداء    | تصنيف أفضل عداء |        |
| الدراج          | الدراج             | البلد           | الفريق             | الوقت           | السرعة |
| --------------- | ------------------ | --------------- | ------------------ | --------------- | ------ |
| 1.              | Lionel Taminiaux ‏  | بلجيكا          | AGO-Aqua Service   | 10 نقطة         |        |
| 2.              | Žiga Horvat ‏       | سلوفينيا        | Adria Mobil        | 8 نقطة          |        |
| 3.              | Michael Kukrle ‏    | التشيك          | Elkov-Author       | 6 نقطة          |        |
| 4.              | Nils Eekhoff ‏      | هولندا          | Sunweb Development | 5 نقطة          |        |
| 5.              | Tom Wirtgen ‏       | لوكسمبورغ       | AGO-Aqua Service   | 4 نقطة          |        |
| 6.              | بيتر وليامز (دراج) | المملكة المتحدة | ONE                | 1 نقطة          |        |
| 7.              | Christopher Hatz ‏  | ألمانيا         | Lotto-Kern-Haus    | 1 نقطة          |        |
| 8.              | Richard Banusch ‏   | ألمانيا         | LKT Brandenburg    | 1 نقطة          |        |

## وصلات خارجية
- إستريان سبرينغ تروفي 2018 على موقع إحصائيات الدراجات الإحترافية (الإنجليزية)